# 오마르 라로사
오마르 루벤 라로사(스페인어: Omar Ruben Larrosa, 1947년 11월 18일 ~ )는 은퇴한 아르헨티나의 축구 선수이다. 포지션은 미드필더였다. 1978년 FIFA 월드컵의 우승 멤버이기도 하다.
그는 1967년 보카 주니어스에서 데뷔했다. 그러나 곧 클럽을 떠났고 아르헨티노스 주니어스로 이적했다. 그는 좋은 활약을 보여주었고, 다시 보카 주니어스로 돌아왔다. 1971년에는 과테말라의 CSC 코무니카시오네스로 이적했고 팀의 상징이 되었었다. 그는 1972년 다시 아르헨티나로 돌아와 당시 성공적인 시대를 보내던 CA 우라칸에 입단했다. 그는 1973년 아르헨티나 프리메라 디비시온 우승을 했고 1975, 1976년에는 준우승을 했다.
1977년에는 인데펜디엔테로 이적해 자신의 전성기를 보냈다. 그는 아르헨티나 축구 국가대표팀에도 뽑혔다. 1978년에는 월드컵에도 참가했는데, 결승전에서 65분에 교체되어들어가 활약했다. 아르헨티나는 연장전에서 두골을 넣어 3-1로 승리했다. 그는 1980년까지 인데펜디엔테에서 뛰었다. 1980년 팀을 떠난 이후에는 벨레스 사르스필드와 CA 산로렌소에서 활약했다. 그가 34세의 나이로 은퇴했을때는 산 로렌소가 팀 역사상 처음으로 1부에서 강등된 때였다.